# 350509 Vepřoknedlozelo
350509 Vepřoknedlozelo è un asteroide della fascia principale. Scoperto nel 2000, presenta un'orbita caratterizzata da un semiasse maggiore pari a 2,2196625 au e da un'eccentricità di 0,1368744, inclinata di 6,28730° rispetto all'eclittica.
L'asteroide è dedicato al Vepřo-knedlo-zelo, piatto principe della cucina ceca.